# 1934년 FIFA 월드컵 예선
1934년 FIFA 월드컵 예선은 월드컵 역사상 처음 열린 월드컵 예선이다. 1934년 FIFA 월드컵은 총 32개국이 참가를 신청하였는데, FIFA는 본선 출전국 수를 16개국으로 정하고 이를 위해 예선을 치르도록 하였다.
1934년 FIFA 월드컵에 출전하게 될 16개의 티켓은 배분은 아래와 같이 이루어졌다. 이 때는 개최국의 본선 자동 진출권이 없었으며, 그 때문에 이탈리아는 개최국임에도 예선에 참가해야 했다.
- 유럽 : 12장 (21개 팀)
- 남아메리카 : 2장 (4개 팀)
- 북아메리카 : 1장 (4개 팀)
- 아시아와 아프리카 : 1장 (3개 팀)

## 지역 예선

### 유럽
1조 - 스웨덴 본선 진출.
2조 - 스페인 본선 진출.
3조 - 그리스 중도 기권. 이탈리아 본선 진출.
4조 - 불가리아 중도 기권. 헝가리, 오스트리아 본선 진출.
5조 - 체코슬로바키아 본선 진출.
6조 - 스위스, 루마니아 본선 진출.
7조 - 네덜란드, 벨기에 본선 진출.
8조 - 독일, 프랑스 본선 진출.

### 남미
9조 - 페루의 기권으로 브라질이 자동으로 본선 진출.
10조 - 칠레의 기권으로 아르헨티나가 자동으로 본선 진출.

### 북중미카리브
11조 - 
1차 예선 - 쿠바 2차 예선 진출.
2차 예선 - 멕시코 최종 예선 진출.
최종 예선 - 미국 본선 진출.

### 아시아·아프리카
12조 - 터키 기권. 이집트 본선 진출.

## 본선 진출국

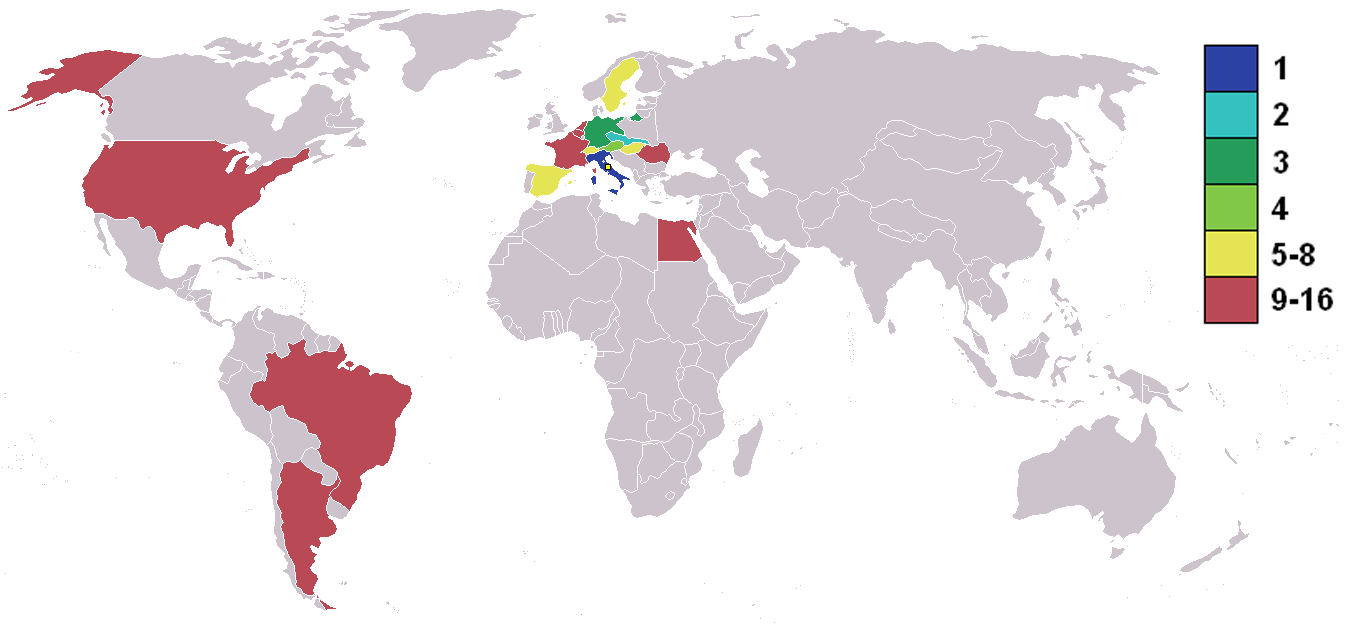
1934년 FIFA 월드컵 본선 진출국

| 팀             | 참가 자격                      | 본선 진출 확정일 | 통산 출전 횟수 | 마지막 진출 | 연속 진출 횟수 | 역대 최고 성적   |
| -------------- | ------------------------------ | ---------------- | -------------- | ----------- | -------------- | ---------------- |
| 스웨덴         | 유럽 예선 1조 1위              | 1933년 6월 29일  | 1              | 첫 출전     | 1              | 첫 출전          |
| 체코슬로바키아 | 유럽 예선 4조 승자             | 1933년 10월 15일 | 1              | 첫 출전     | 1              | 첫 출전          |
| 스위스         | 유럽 예선 5조 1위              | 1933년 10월 29일 | 1              | 첫 출전     | 1              | 첫 출전          |
| 브라질         | 남미 예선 9조 승자             | 1934년 (추정)    | 2              | 1930        | 2              | 조별 리그 (1930) |
| 아르헨티나     | 남미 예선 10조 승자            | 1934년 (추정)    | 2              | 1930        | 2              | 준우승 (1930)    |
| 스페인         | 유럽 예선 2조 승자             | 1934년 3월 18일  | 1              | 첫 출전     | 1              | 첫 출전          |
| 이탈리아       | 유럽 예선 3조 승자             | 1934년 3월 25일  | 1              | 첫 출전     | 1              | 첫 출전          |
| 이집트         | 아시아·아프리카 예선 12조 승자 | 1934년 4월 6일   | 1              | 첫 출전     | 1              | 첫 출전          |
| 독일           | 유럽 예선 8조 1위              | 1934년 4월 15일  | 1              | 첫 출전     | 1              | 첫 출전          |
| 프랑스         | 유럽 예선 8조 2위              | 1934년 4월 15일  | 2              | 1930        | 2              | 조별 리그 (1930) |
| 헝가리         | 유럽 예선 3조 1위              | 1934년 4월 29일  | 1              | 첫 출전     | 1              | 첫 출전          |
| 오스트리아     | 유럽 예선 3조 2위              | 1934년 4월 29일  | 1              | 첫 출전     | 1              | 첫 출전          |
| 루마니아       | 유럽 예선 6조 1위              | 1934년 4월 29일  | 1              | 첫 출전     | 1              | 첫 출전          |
| 네덜란드       | 유럽 예선 7조 1위              | 1934년 4월 29일  | 1              | 첫 출전     | 1              | 첫 출전          |
| 벨기에         | 유럽 예선 7조 2위              | 1934년 4월 29일  | 2              | 1930        | 2              | 조별 리그 (1930) |
| 미국           | 북중미 예선 11조 승자          | 1934년 5월 24일  | 2              | 1930        | 2              | 4위 (1930)       |